# Bruksföremål

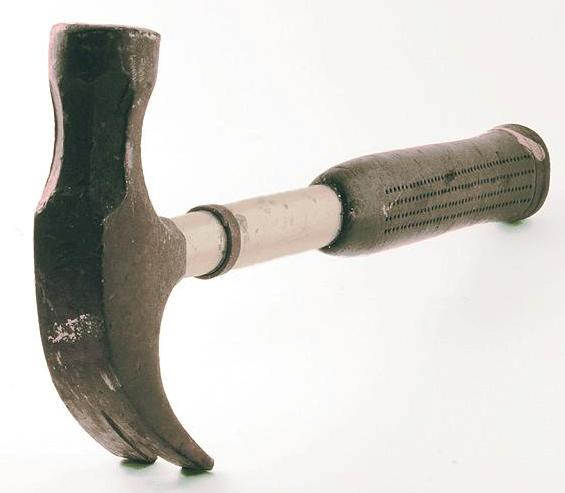
Hammare är bruksföremål.

Bruksföremål används som term för de nyttoredskap och den utrustning som är avsedda att användas och inte bara beses. Tavlor, pynt och krimskrams som inte är till någon praktisk nytta räknas inte till bruksföremålen. 
En ganska stor del av konsthantverkets alster ingår i kategorin bruksföremål, och kan därmed kallas brukskonst, d.v.s. är produkter som har ett användningsområde samtidigt som det är konstnärligt utformat eller dekorerat.